# سیارک ۴۰۴۵۷
سیارک ۴۰۴۵۷ (به انگلیسی: 40457 Williamkuhn، نامگذاری:1999RG43) چهل هزار و چهارصد و پنجاه و هفتمین سیارک کشف شده‌است که در ۴ سپتامبر ۱۹۹۹ کشف شد.